# Bathyale zone

De verschillende subzones binnen de pelagische zone

De bathypelagische zone of bathyale zone (van het Griekse βαθύς (bathýs), diep) is het deel van de open oceaan dat zich uitstrekt van een diepte van 1000 tot 4000 meter onder het oceaanoppervlak. Het ligt tussen de mesopelagische bovenlaag en de abyssopelagische onderlaag. De bathypelagische zone wordt ook wel de middernachtzone genoemd vanwege het gebrek aan zonlicht. Hierdoor is er geen fotosynthese mogelijk, dus ook geen groei van fytoplankton. Hoewel in volume groter dan de fotische zone, blijft de menselijke kennis van de bathypelagische zone beperkt door de moeite die we moeten doen om de diepe oceaan te kunnen verkennen.

## Fysieke kenmerken
De bathypelagische zone wordt gekenmerkt door een bijna constante temperatuur van ongeveer 4 °C en een zoutgehalte van 33-35 g/kg. De hydrostatische druk in deze zone varieert van 100-400 atmosfeer (atm) door de toename van 1 atm voor elke 10 m diepte. Aangenomen wordt dat deze omstandigheden de afgelopen 8000 jaar consistent zijn geweest. 
Deze zone strekt zich uit van de rand van het continentaal plat tot aan de top van de abyssale zone. De zone omvat de diepste delen van de randen van het continentaal plat,   maar ook onderzeese bergen en mid-oceanische richels.  De continentale hellingen bestaan meestal uit sedimenten, terwijl onderzeese bergen en oceaanruggen grote gebieden met hard substraat bevatten die habitats bieden voor bathypelagische vissen en benthische ongewervelden.  De stromingen op deze diepten zijn erg traag zijn. Ze worden wel onderbroken door onderzeese bergen, waar wervelingen ontstaan die plankton vasthouden in dat gebied, waardoor er meer fauna in die buurt is. 
Hydrothermale bronnen komen in sommige gebieden van de bathypelagische zone veel voor en worden voornamelijk gevormd door het bewegen van de tektonische platen bij de mid-oceanische ruggen. 
Deze bronnen spelen een belangrijke rol in de chemische processen in de oceanen, waar ze unieke ecosystemen ondersteunen die zich hebben aangepast door via chemo-autotrofie, in plaats van via zonlicht, de energie te produceren die ze nodige hebben voor hun leven.  Daarnaast vindt er rond de hydrothermale bronnen neerslag plaats van mineralen. 
Dit is waarom bedrijven voor diepzeemijnbouw zo sterk in deze bronnen geïnteresseerd zijn. 

## Biochemische processen
Veel van de biogeochemische processen in het bathypelagische gebied zijn afhankelijk van de aanvoer van organisch materiaal uit de bovenliggende epipelagische en mesopelagische zones. Dit organische materiaal, ook wel zeesneeuw genoemd, zinkt of wordt neerwaarts getransporteerd door convecterende stromingen. Hydrothermale bronnen leveren ook warmte en chemicaliën zoals sulfide en methaan. Deze chemicaliën kunnen worden door organismen in dit gebied gebruikt voor hun stofwisseling. 
De diepte van de zone beperkt de mogelijkheden om de biogeochemische processen te onderzoeken. Er wordt in de wetenschap wel vooruitgang geboekt, maar er blijven veel vragen open. De koolstofcyclus en de microbiële activiteit (prokaryoten) blijven grotendeels onbegrepen. 

## Ecologie
De ecologie van het bathypelagische ecosysteem wordt beperkt door het ontbreken van zonlicht. Er is een zeer beperkte productie van microbiële biomassa via autotrofie. De trofische netwerken in dit gebied zijn afhankelijk van organische stofdeeltjes (POM) die uit het epipelagische en mesopelagische water zinken, en van zuurstofinvoer vanuit de thermohaliene circulatie. Ondanks deze beperkingen is dit ecosysteem in de open oceaan de thuisbasis van microbiële organismen en vissen. 

### Microbiële ecologie
We hebben maar een beperkt zicht op op de microbiële ecologie in de bathypelagische zone, observatiegegevens zijn er zeer beperkt, zij het dat de diepzeetechnologie steeds verder verbetert. Het grootste deel van onze kennis van de microbiële activiteit in de oceaan is afkomstig van studies van de ondiepere delen van de oceaan, omdat die makkelijker toegankelijk zijn en omdat werd aangenomen dat dieper water geen geschikte fysieke omstandigheden bood voor microbiële gemeenschappen.
De biomassa van prokaryoten in het bathypelagische gebied is afhankelijk van de hoeveelheid zeesneeuw en de beschikbaarheid van organische koolstof. De organische koolstof voor microben neemt in de diepte gewoonlijk af, het wordt al als voedsel opgenomen door andere oragnismen voor het bij de bathypelagische laag aankomt.   De hoeveelheid microben varieert dan ook sterk (tot zes ordegroottes) samenhangend met de beschikbaarheid van hulpbronnen in een bepaald gebied. 
De hoeveelheid prokaryoten kan variëren van 0,03-2,3x105 cellen per milliliter, en de omlooptijd van de populatie kan variëren van 0,1-30 jaar.  Archaea maken een groter deel uit van de totale prokaryote celrijkdom, en verschillende groepen hebben verschillende groeibehoeften, waarbij sommige archaea groepen bijvoorbeeld aminozuurgroepen gemakkelijker gebruiken dan andere.   Het gebruik van opgeloste anorganische koolstof wordt vermoedelijk gevoed door de oxidatie van ammoniak.  en is een vorm van chemo-autotrofie.  
Het onderzoek naar bacterie-etende grazers (heterotrofe eukaryoten) is beperkt door de moeilijkheid van het nemen van monsters. De organismes overleven over het algemeen niet de enorme drukverandering waaraan het naar boven halen van het monster gepaard gaat. 

### Vissen
Er is dan wel geen zonlicht in de bathypelagische zone  maar desondanks is zichtbaar licht belangrijk in de vorm van bioluminiscentie. Ondanks het gebrek aan licht speelt zicht een rol in het leven in de bathypelagische zone, waarbij bioluminescentie een kenmerk is van zowel nektonische als planktonische organismen.  De organismen die op de bodem leven (bentische organismen) hebben veelal geen biolumiscentie.  De bathypelagische zone bevat haaien, inktvissen, octopussen en veel vissoorten, waaronder diepzeehengelvissen, kolbleien, amfipoden en drakenvissen. De bathypelagische vissen worden over het algemeen gekenmerkt door zwakke spieren, een zachte huid en een slijmerig lichaam. Organismen hebben zich aangepast aan de voedselschaarste, ze hebben bijvoorbeeld een langzame stofwisselingssnelheid om energie te besparen.  Af en toe, wanneer er een grote hoeveelheid organisch materiaal beschikbaar is, bijvoorbeeld van een zinkende dode walvis,  is er een korte uitbarsting van activiteit. Allerlei organismen van verschillende bathypelagische gemeenschappen worden er dan naar toe getrokken. 

#### Dagelijkse verticale migratie
Sommige bathypelagische soorten migreren verticaal, maar anders dan bij de mesopelagische soorten wordt de migratie niet aangedreven door zonlicht.  In plaats daarvan wordt de migratie van bathypelagische organismen aangedreven door andere factoren, waarvan de meeste onbekend blijven. Bovendien lijkt de timing van de verticaal migrerende soorten in het bathypelagische gebied verband te houden met de maancyclus. De exacte indicatoren die deze timing veroorzaken zijn echter nog onbekend. 
In een aantal gevallen wordt de beweging gedreven door predatie. Maar er zijn meer factoren, bijvoorbeeld doordat soorten die in de bathypelagische laag blijven profiteren van de op/neerwaartse beweging van andere soorten doordat door die beweging meer voedseldeeltjes naar beneden zakken. 